# 史提夫·韋伯

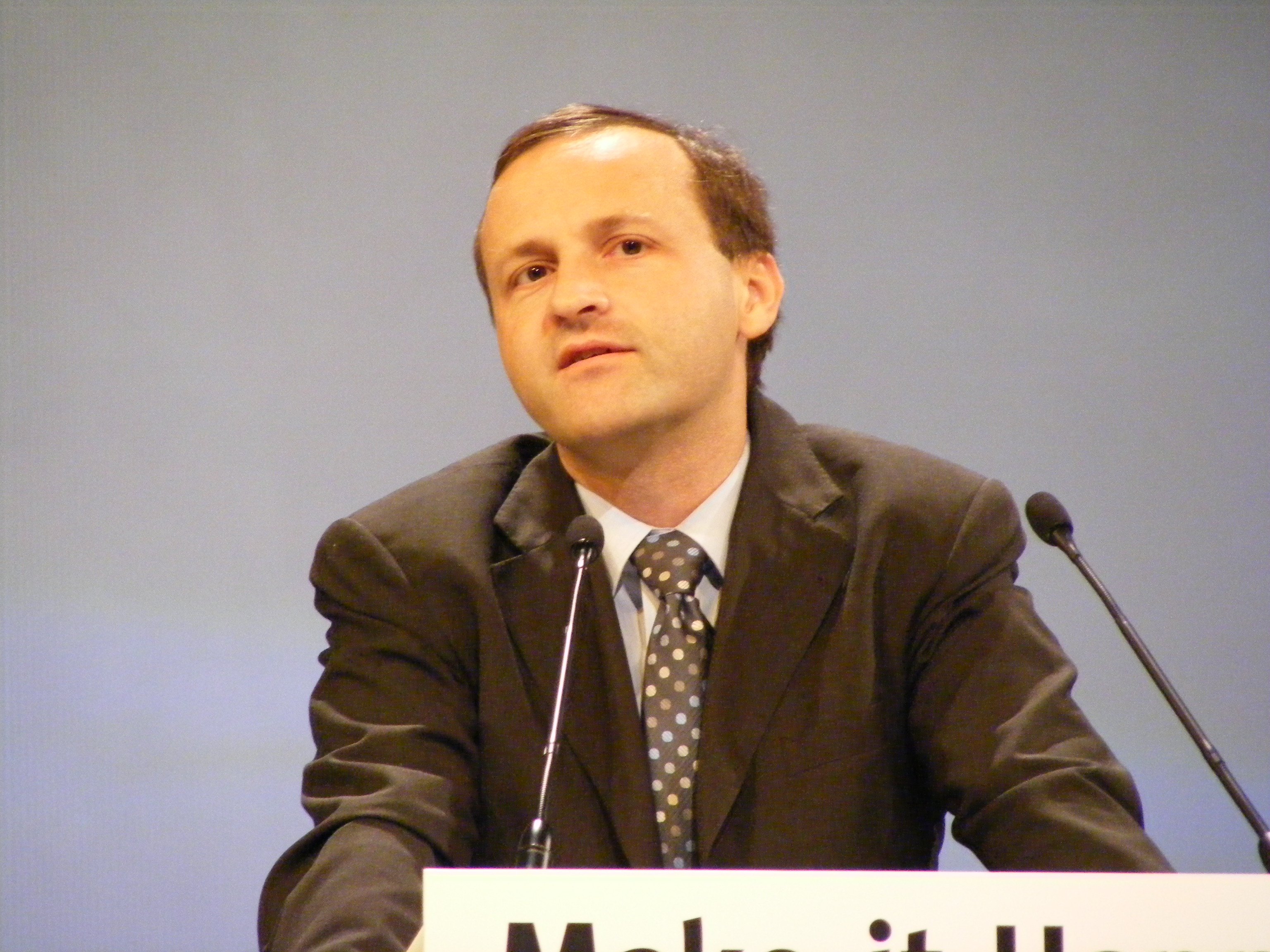
史提夫·韋伯

史提夫·韋伯（Steve Webb，1965年7月18日—）是一位英格蘭政治人物，他的黨籍是自由民主黨。自2010年至2015年，他擔任桑伯里和耶特選區選出的英國下議院議員。